# اوا ریستف
اوا ریستف (به انگلیسی: Éva Risztov) (زادهٔ ۳۰ اوت ۱۹۸۵) شناگر اهل مجارستان است.